# Konjic

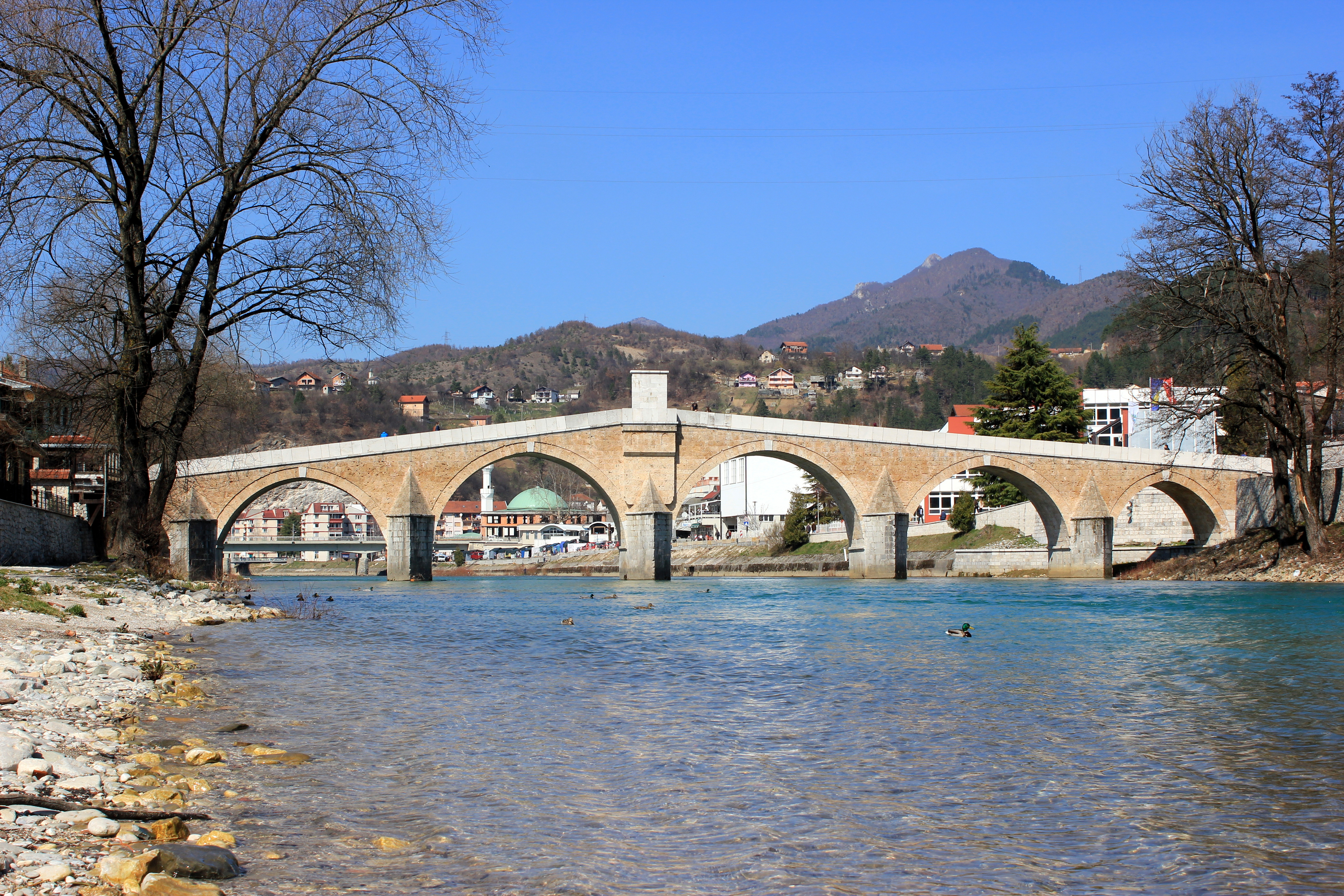
Stari most (Alte Brücke) in Konjic

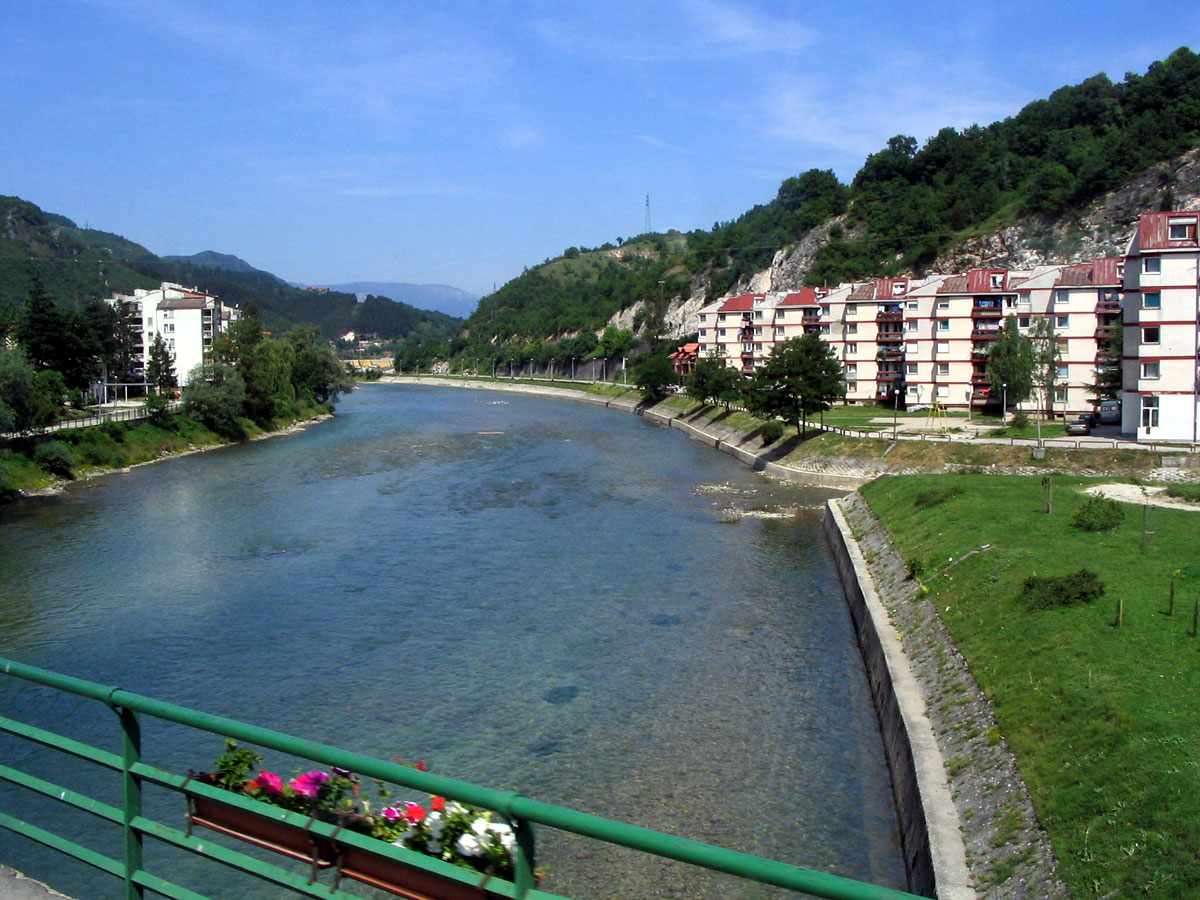
Blick auf den Fluss Neretva

Konjic (serbisch-kyrillisch Коњиц) ist eine Verbandsgemeinde in Bosnien und Herzegowina, im Kanton Herzegowina-Neretva in der Föderation.

## Geografie
Konjic liegt im nordöstlichen Teil des Kantons Herzegowina-Neretva, rund 40 km südwestlich von Sarajevo. Der Ort befindet sich an der Mündung des Baches Trešanica in die Neretva, wenige Kilometer oberhalb des Stausees Jablaničko jezero und am Nordrand des Gebirges Prenj.

### Verkehr
Der Ort lag an einem römischen Verkehrsweg, im Mittelalter an der Verbindung von Zentralbosnien nach Dubrovnik.
Durch Konjic verläuft die Magistralstraße M-17, die durch das Neretvatal nach Mostar bzw. über den Pass Ivan sedlo mit Passtunnel nach Sarajevo führt. Perspektivisch soll der Ort an die Autobahn A1 angeschlossen werden. Beide Verkehrswege zählen zum Paneuropäischen Verkehrskorridor Vc.
Konjic befindet sich an der Bahnstrecke Sarajevo–Ploče der Eisenbahnen der Föderation Bosnien und Herzegowina (ŽFBH). 1889 wurde mit der Eröffnung der schmalspurigen Narentabahn die Ortschaft mit der Eisenbahnnetz erschlossen. 1963 bis 1966 trassierten die Jugoslawischen Staatsbahnen (JŽ) die Bahnlinie neu und bauten sie auf Normalspur um.
Seit dem 4. Oktober 2024 ist der Bahnverkehr in Richtung Jablanica/Mostar aufgrund schwerer Unwetterschäden an der Strecke unterbrochen.

### Ortsteile
Zur Gemeinde Konjic zählen insgesamt 151 Ortsteile, nämlich Argud, Bale, Bare, Barmiš, Bijela, Bjelovčina, Blace, Blučići, Borci, Boždarevići, Bradina, Brđani, Budišnja Ravan, Bukovica, Bukovlje, Bulatovići, Bušćak, Buturović Polje, Cerići, Crni Vrh, Čelebići, Čelina, Česim, Čičevo, Čuhovići, Dobričevići, Dolovi, Doljani, Donja Vratna Gora, Donje Selo, Donje Višnjevice, Donji Čažanj, Donji Gradac, Donji Nevizdraci, Donji Prijeslop, Došćica, Dubočani, Dubravice, Dudle, Dužani, Džajići, Džanići, Džepi, Falanovo Brdo, Gakići, Galjevo, Glavatičevo, Gobelovina, Gorani, Goransko Polje, Gorica, Gornja Vratna Gora, Gornje Višnjevice, Gornji Čažanj, Gornji Gradac, Gornji Nevizdraci, Gostovići, Grabovci, Gradeljina, Grušča, Hasanovići, Herići, Homatlije, Homolje, Hondići, Idbar, Jasenik, Javorik, Jezero, Ježeprosina, Jošanica, Kale, Kanjina, Kašići, Konjic, Kostajnica, Koto, Krajkovići, Kralupi, Krtići, Krupac, Krušćica, Kula, Lađanica, Lisičići, Lokva, Luka, Lukomir, Lukšije, Ljesovina, Ljubuča, Ljuta, Mladeškovići, Mokro, Mrkosovice, Obrenovac, Obri, Odžaci, Orahovica, Orlište, Oteležani, Ovčari, Pačerani, Parsovići, Plavuzi, Podhum, Podorašac, Pokojište, Polje Bijela, Požetva, Prevlje, Radešine, Raotići, Rasvar, Razići, Redžići, Repovci, Repovica, Ribari, Ribići, Seljani, Seonica, Sitnik, Slavkovići, Solakova Kula, Sopot, Spiljani, Stojkovići, Strgonice, Studenčica, Sultići, Svijenča, Šunji, Tinje, Tovarnica, Treboje, Trešnjevica, Trusina, Tuhobići, Turija, Ugošće, Veluša, Vinište, Vrbljani, Vrci, Vrdolje, Zabrđani, Zabrđe, Zagorice, Zaslivlje und Zukići.

## Sehenswürdigkeiten
- In der Altstadt gibt es eine Brücke über die Neretva, deren Fundamente aus der Römerzeit herrühren. Das heute Stari most (Alte Brücke) genannte Bauwerk war ursprünglich 1682 in der Zeit des  osmanischen Sultans Mehmed IV. errichtet worden. Am 3. Mai 1945 wurde sie zerstört und zwischen 2006 und 2009 wieder aufgebaut.
- Weiterhin gibt es einige Moscheen, wie etwa die Tekijska džamija und die Repovačka džamija aus dem Jahre 1623.
- In Konjic sind auch ein bedeutendes Franziskanerkloster, in seiner heutigen Form aus dem 19. Jahrhundert, und eine serbisch-orthodoxe Kirche zu sehen, sowie einige Bogumilen-Gräber (Stećci).
- Konjic ist bekannt für seine Holzschnitzarbeiten. Von kleinen Souvenirs bis zu raumfüllenden Möbeln werden alle Arbeiten mit typischen Dekors versehen. Diese alte Tradition wurde 2017 von der UNESCO unter dem Titel Holzschnitzereien aus Konjic in die Repräsentative Liste des immateriellen Kulturerbes der Menschheit aufgenommen.[2]

## Geschichte
Der Ort hieß früher Neretva. Die Gegend hatte für die Jugoslawische Volksarmee (JNA) strategisch hohe Bedeutung wegen der verschiedenen unterirdischen Bollwerke, wie beispielsweise die Igman Waffen- und Munitionsfabrik, die Kaserne der JNA in Ljuta, das Lagerhaus und die Kaserne in Čelebići, das Kommunikations- und Telekommunikationszentrum in Zlatar sowie dem Ausweichsführungbunker der JNA, genannt „Objekat D-0“. 
Während des Bosnienkrieges befand sich in der Gemeinde das Internierungslager Čelebići. Während des Krieges wurden im April 1993 im nahegelegenen Trusina 22 Kroaten von der bosniakischen Einheit Zulfikar, die der bosnischen Armee angehörte, gefangen genommen und ermordet. Davon waren 18 Zivilisten, darunter 2 Kinder und 4 Soldaten.
Seit dem 27. Mai 2011 findet im Führungsbunker die erste Kunst Biennale von Bosnien und Herzegowina statt.

## Bevölkerung
Bei der Volkszählung 1991 hatte die Gemeinde Konjic insgesamt 43.878 Einwohner, darunter: 
- Bosniaken: 23.815 (54,3 %)
- Kroaten: 11.513 (26,2 %)
- Serben: 6.620 (15,1 %)
- Andere: 1.930 (4,4 %)

In der eigentlichen Stadt Konjic wohnten 13.729 Menschen, davon bezeichneten sich 6697 als Muslime (48,8 %), 3036 als Kroaten (22,1 %), 2536 als Serben (18,5 %) und 1195 als Jugoslawen (8,7 %). Von den 151 zur Gemeinde gehörigen Ortschaften waren 91 mehrheitlich von Muslimen bewohnt, 40 hatten eine kroatische und 17 eine serbische Bevölkerungsmehrheit. Die Ortschaften Rasvar und Česim waren unbewohnt.
Im Bosnienkrieg wurden mehrere Dörfer völlig zerstört. Heute stellen die Bosniaken die Mehrheit der Einwohner in der Gemeinde. Die Gesamteinwohnerzahl ist bis zur Volkszählung 2013 auf etwa 26.000 gesunken.

## Söhne und Töchter
- Ante Pavelić (1889–1959), Staatsführer (Poglavnik) des faschistischen Unabhängigen Staats Kroatien (1941–1945), geboren im Ortsteil Bradina
- Ratko Parežanin (1898–1981), faschistischer jugoslawischer Politiker und serbischer Exil-Schriftsteller
- Ante Marković (1924–2011), Politiker und letzter Premierminister der SFR Jugoslawien
- Srđan Savić (1931–2020), Leichtathlet
- Davor Jozić (* 1960), Fußballspieler
- Bojan Golubović (* 1983), Fußballspieler
- Aldin Čajić (* 1992), Fußballspieler
- Smail Prevljak (* 1995), Fußballspieler